# 懂小姐
《懂小姐》，湖南卫视自制情景喜剧，由该卫视人气女主持刘烨主演，不僅湖南卫視同事，并邀请邓紫棋、张晓龙等友情客串。2014年2月开拍，一个月后杀青，并于6月15日湖南卫视青春星期天播映。

## 演员
- 刘　烨 饰 懂小姐
- 张晓龙 饰 懂小姐老公
- 辛芷蕾 饰 懂小姐闺蜜
- 成　毅 饰 懂小姐男友
- 祁　琪
- 李　锐 客串
- 杜海涛 客串
- 何　炅 客串
- 邓紫棋 客串
- 吴　昕 客串
- 钱　枫 客串
- 梁　田 饰 懂小姐妹妹
- 方家翊 饰 懂小姐上司
- 大　兵 饰 懂小姐父亲
- 王　乔 客串
- 陈英俊 客串
- 魏　巍 客串

## 花絮
该剧将告别传统剧情，集合大量搞笑桥段凝结成90分钟(共2集)版本。
该剧在芒果TV上播出時将以独家未删减版的内容推出的20集《懂小姐》网络版。